# Roi (échecs)
Pour les articles homonymes, voir roi.

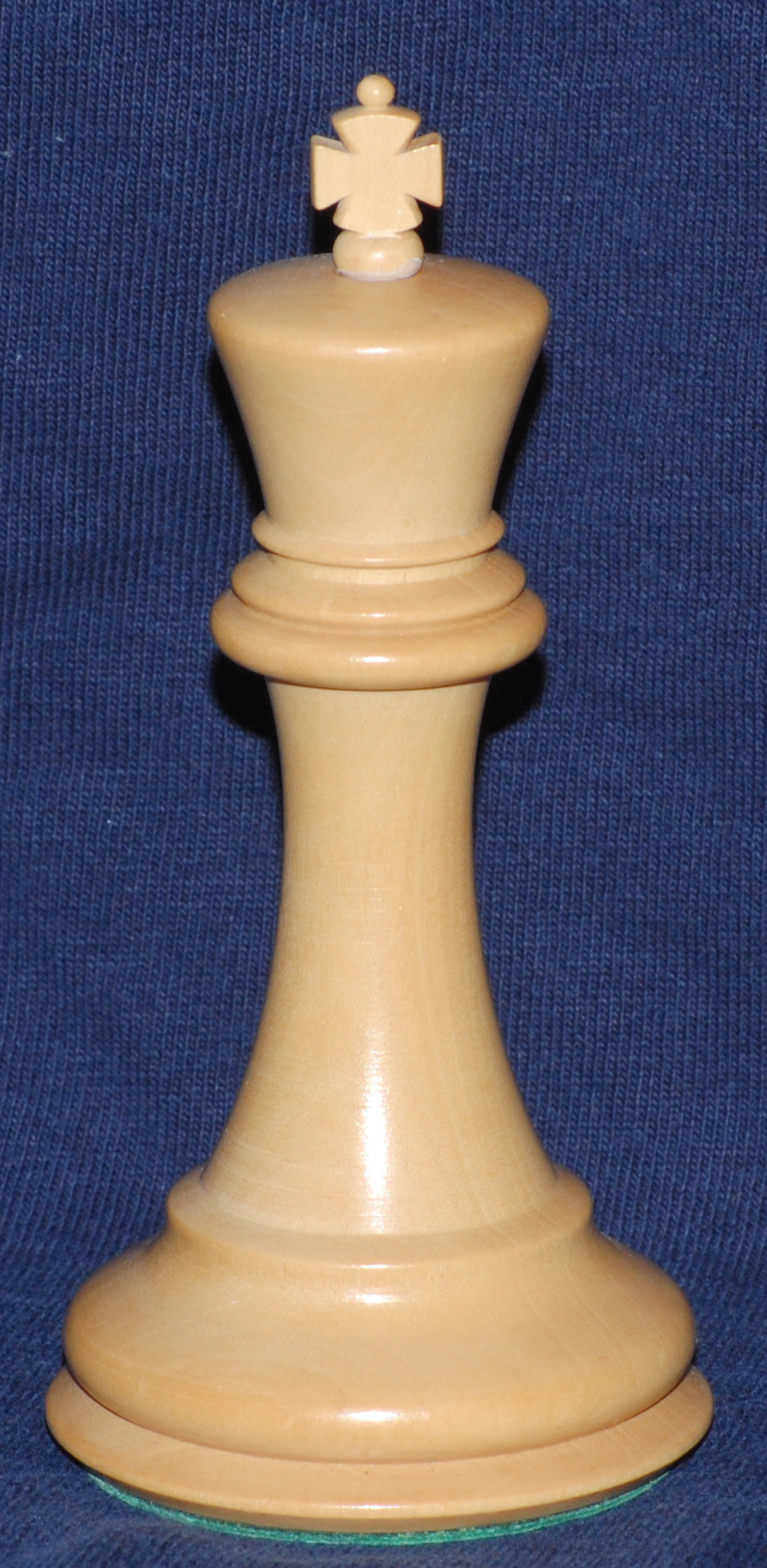
Un roi du jeu de pièces Staunton.

Le roi (♔, ♚) est la pièce clé du jeu d'échecs se déplaçant d'une case dans toutes les directions. Si le roi d'un joueur est menacé de capture au prochain coup de façon imparable, il est dit échec et mat et le joueur concerné perd la partie.

## Position initiale et déplacement
|   | a                                                          | b                                                          | c                                                          | d                                                          | e                                                          | f                                                          | g                                                          | h                                                          |   |
| 8 | Roi noir sur case blanche e8 · Roi blanc sur case noire e1 | Roi noir sur case blanche e8 · Roi blanc sur case noire e1 | Roi noir sur case blanche e8 · Roi blanc sur case noire e1 | Roi noir sur case blanche e8 · Roi blanc sur case noire e1 | Roi noir sur case blanche e8 · Roi blanc sur case noire e1 | Roi noir sur case blanche e8 · Roi blanc sur case noire e1 | Roi noir sur case blanche e8 · Roi blanc sur case noire e1 | Roi noir sur case blanche e8 · Roi blanc sur case noire e1 | 8 |
| 7 | Roi noir sur case blanche e8 · Roi blanc sur case noire e1 | Roi noir sur case blanche e8 · Roi blanc sur case noire e1 | Roi noir sur case blanche e8 · Roi blanc sur case noire e1 | Roi noir sur case blanche e8 · Roi blanc sur case noire e1 | Roi noir sur case blanche e8 · Roi blanc sur case noire e1 | Roi noir sur case blanche e8 · Roi blanc sur case noire e1 | Roi noir sur case blanche e8 · Roi blanc sur case noire e1 | Roi noir sur case blanche e8 · Roi blanc sur case noire e1 | 7 |
| 6 | Roi noir sur case blanche e8 · Roi blanc sur case noire e1 | Roi noir sur case blanche e8 · Roi blanc sur case noire e1 | Roi noir sur case blanche e8 · Roi blanc sur case noire e1 | Roi noir sur case blanche e8 · Roi blanc sur case noire e1 | Roi noir sur case blanche e8 · Roi blanc sur case noire e1 | Roi noir sur case blanche e8 · Roi blanc sur case noire e1 | Roi noir sur case blanche e8 · Roi blanc sur case noire e1 | Roi noir sur case blanche e8 · Roi blanc sur case noire e1 | 6 |
| 5 | Roi noir sur case blanche e8 · Roi blanc sur case noire e1 | Roi noir sur case blanche e8 · Roi blanc sur case noire e1 | Roi noir sur case blanche e8 · Roi blanc sur case noire e1 | Roi noir sur case blanche e8 · Roi blanc sur case noire e1 | Roi noir sur case blanche e8 · Roi blanc sur case noire e1 | Roi noir sur case blanche e8 · Roi blanc sur case noire e1 | Roi noir sur case blanche e8 · Roi blanc sur case noire e1 | Roi noir sur case blanche e8 · Roi blanc sur case noire e1 | 5 |
| 4 | Roi noir sur case blanche e8 · Roi blanc sur case noire e1 | Roi noir sur case blanche e8 · Roi blanc sur case noire e1 | Roi noir sur case blanche e8 · Roi blanc sur case noire e1 | Roi noir sur case blanche e8 · Roi blanc sur case noire e1 | Roi noir sur case blanche e8 · Roi blanc sur case noire e1 | Roi noir sur case blanche e8 · Roi blanc sur case noire e1 | Roi noir sur case blanche e8 · Roi blanc sur case noire e1 | Roi noir sur case blanche e8 · Roi blanc sur case noire e1 | 4 |
| 3 | Roi noir sur case blanche e8 · Roi blanc sur case noire e1 | Roi noir sur case blanche e8 · Roi blanc sur case noire e1 | Roi noir sur case blanche e8 · Roi blanc sur case noire e1 | Roi noir sur case blanche e8 · Roi blanc sur case noire e1 | Roi noir sur case blanche e8 · Roi blanc sur case noire e1 | Roi noir sur case blanche e8 · Roi blanc sur case noire e1 | Roi noir sur case blanche e8 · Roi blanc sur case noire e1 | Roi noir sur case blanche e8 · Roi blanc sur case noire e1 | 3 |
| 2 | Roi noir sur case blanche e8 · Roi blanc sur case noire e1 | Roi noir sur case blanche e8 · Roi blanc sur case noire e1 | Roi noir sur case blanche e8 · Roi blanc sur case noire e1 | Roi noir sur case blanche e8 · Roi blanc sur case noire e1 | Roi noir sur case blanche e8 · Roi blanc sur case noire e1 | Roi noir sur case blanche e8 · Roi blanc sur case noire e1 | Roi noir sur case blanche e8 · Roi blanc sur case noire e1 | Roi noir sur case blanche e8 · Roi blanc sur case noire e1 | 2 |
| 1 | Roi noir sur case blanche e8 · Roi blanc sur case noire e1 | Roi noir sur case blanche e8 · Roi blanc sur case noire e1 | Roi noir sur case blanche e8 · Roi blanc sur case noire e1 | Roi noir sur case blanche e8 · Roi blanc sur case noire e1 | Roi noir sur case blanche e8 · Roi blanc sur case noire e1 | Roi noir sur case blanche e8 · Roi blanc sur case noire e1 | Roi noir sur case blanche e8 · Roi blanc sur case noire e1 | Roi noir sur case blanche e8 · Roi blanc sur case noire e1 | 1 |
|   | a                                                          | b                                                          | c                                                          | d                                                          | e                                                          | f                                                          | g                                                          | h                                                          |   |

|   | a | b | c | d | e | f | g | h |   |
| 8 | cercle blanc sur case blanche d5 · cercle blanc sur case noire e5 · cercle blanc sur case blanche f5 · cercle blanc sur case noire d4 · Roi blanc sur case blanche e4 · cercle blanc sur case noire f4 · cercle blanc sur case blanche d3 · cercle blanc sur case noire e3 · cercle blanc sur case blanche f3 | cercle blanc sur case blanche d5 · cercle blanc sur case noire e5 · cercle blanc sur case blanche f5 · cercle blanc sur case noire d4 · Roi blanc sur case blanche e4 · cercle blanc sur case noire f4 · cercle blanc sur case blanche d3 · cercle blanc sur case noire e3 · cercle blanc sur case blanche f3 | cercle blanc sur case blanche d5 · cercle blanc sur case noire e5 · cercle blanc sur case blanche f5 · cercle blanc sur case noire d4 · Roi blanc sur case blanche e4 · cercle blanc sur case noire f4 · cercle blanc sur case blanche d3 · cercle blanc sur case noire e3 · cercle blanc sur case blanche f3 | cercle blanc sur case blanche d5 · cercle blanc sur case noire e5 · cercle blanc sur case blanche f5 · cercle blanc sur case noire d4 · Roi blanc sur case blanche e4 · cercle blanc sur case noire f4 · cercle blanc sur case blanche d3 · cercle blanc sur case noire e3 · cercle blanc sur case blanche f3 | cercle blanc sur case blanche d5 · cercle blanc sur case noire e5 · cercle blanc sur case blanche f5 · cercle blanc sur case noire d4 · Roi blanc sur case blanche e4 · cercle blanc sur case noire f4 · cercle blanc sur case blanche d3 · cercle blanc sur case noire e3 · cercle blanc sur case blanche f3 | cercle blanc sur case blanche d5 · cercle blanc sur case noire e5 · cercle blanc sur case blanche f5 · cercle blanc sur case noire d4 · Roi blanc sur case blanche e4 · cercle blanc sur case noire f4 · cercle blanc sur case blanche d3 · cercle blanc sur case noire e3 · cercle blanc sur case blanche f3 | cercle blanc sur case blanche d5 · cercle blanc sur case noire e5 · cercle blanc sur case blanche f5 · cercle blanc sur case noire d4 · Roi blanc sur case blanche e4 · cercle blanc sur case noire f4 · cercle blanc sur case blanche d3 · cercle blanc sur case noire e3 · cercle blanc sur case blanche f3 | cercle blanc sur case blanche d5 · cercle blanc sur case noire e5 · cercle blanc sur case blanche f5 · cercle blanc sur case noire d4 · Roi blanc sur case blanche e4 · cercle blanc sur case noire f4 · cercle blanc sur case blanche d3 · cercle blanc sur case noire e3 · cercle blanc sur case blanche f3 | 8 |
| 7 | cercle blanc sur case blanche d5 · cercle blanc sur case noire e5 · cercle blanc sur case blanche f5 · cercle blanc sur case noire d4 · Roi blanc sur case blanche e4 · cercle blanc sur case noire f4 · cercle blanc sur case blanche d3 · cercle blanc sur case noire e3 · cercle blanc sur case blanche f3 | cercle blanc sur case blanche d5 · cercle blanc sur case noire e5 · cercle blanc sur case blanche f5 · cercle blanc sur case noire d4 · Roi blanc sur case blanche e4 · cercle blanc sur case noire f4 · cercle blanc sur case blanche d3 · cercle blanc sur case noire e3 · cercle blanc sur case blanche f3 | cercle blanc sur case blanche d5 · cercle blanc sur case noire e5 · cercle blanc sur case blanche f5 · cercle blanc sur case noire d4 · Roi blanc sur case blanche e4 · cercle blanc sur case noire f4 · cercle blanc sur case blanche d3 · cercle blanc sur case noire e3 · cercle blanc sur case blanche f3 | cercle blanc sur case blanche d5 · cercle blanc sur case noire e5 · cercle blanc sur case blanche f5 · cercle blanc sur case noire d4 · Roi blanc sur case blanche e4 · cercle blanc sur case noire f4 · cercle blanc sur case blanche d3 · cercle blanc sur case noire e3 · cercle blanc sur case blanche f3 | cercle blanc sur case blanche d5 · cercle blanc sur case noire e5 · cercle blanc sur case blanche f5 · cercle blanc sur case noire d4 · Roi blanc sur case blanche e4 · cercle blanc sur case noire f4 · cercle blanc sur case blanche d3 · cercle blanc sur case noire e3 · cercle blanc sur case blanche f3 | cercle blanc sur case blanche d5 · cercle blanc sur case noire e5 · cercle blanc sur case blanche f5 · cercle blanc sur case noire d4 · Roi blanc sur case blanche e4 · cercle blanc sur case noire f4 · cercle blanc sur case blanche d3 · cercle blanc sur case noire e3 · cercle blanc sur case blanche f3 | cercle blanc sur case blanche d5 · cercle blanc sur case noire e5 · cercle blanc sur case blanche f5 · cercle blanc sur case noire d4 · Roi blanc sur case blanche e4 · cercle blanc sur case noire f4 · cercle blanc sur case blanche d3 · cercle blanc sur case noire e3 · cercle blanc sur case blanche f3 | cercle blanc sur case blanche d5 · cercle blanc sur case noire e5 · cercle blanc sur case blanche f5 · cercle blanc sur case noire d4 · Roi blanc sur case blanche e4 · cercle blanc sur case noire f4 · cercle blanc sur case blanche d3 · cercle blanc sur case noire e3 · cercle blanc sur case blanche f3 | 7 |
| 6 | cercle blanc sur case blanche d5 · cercle blanc sur case noire e5 · cercle blanc sur case blanche f5 · cercle blanc sur case noire d4 · Roi blanc sur case blanche e4 · cercle blanc sur case noire f4 · cercle blanc sur case blanche d3 · cercle blanc sur case noire e3 · cercle blanc sur case blanche f3 | cercle blanc sur case blanche d5 · cercle blanc sur case noire e5 · cercle blanc sur case blanche f5 · cercle blanc sur case noire d4 · Roi blanc sur case blanche e4 · cercle blanc sur case noire f4 · cercle blanc sur case blanche d3 · cercle blanc sur case noire e3 · cercle blanc sur case blanche f3 | cercle blanc sur case blanche d5 · cercle blanc sur case noire e5 · cercle blanc sur case blanche f5 · cercle blanc sur case noire d4 · Roi blanc sur case blanche e4 · cercle blanc sur case noire f4 · cercle blanc sur case blanche d3 · cercle blanc sur case noire e3 · cercle blanc sur case blanche f3 | cercle blanc sur case blanche d5 · cercle blanc sur case noire e5 · cercle blanc sur case blanche f5 · cercle blanc sur case noire d4 · Roi blanc sur case blanche e4 · cercle blanc sur case noire f4 · cercle blanc sur case blanche d3 · cercle blanc sur case noire e3 · cercle blanc sur case blanche f3 | cercle blanc sur case blanche d5 · cercle blanc sur case noire e5 · cercle blanc sur case blanche f5 · cercle blanc sur case noire d4 · Roi blanc sur case blanche e4 · cercle blanc sur case noire f4 · cercle blanc sur case blanche d3 · cercle blanc sur case noire e3 · cercle blanc sur case blanche f3 | cercle blanc sur case blanche d5 · cercle blanc sur case noire e5 · cercle blanc sur case blanche f5 · cercle blanc sur case noire d4 · Roi blanc sur case blanche e4 · cercle blanc sur case noire f4 · cercle blanc sur case blanche d3 · cercle blanc sur case noire e3 · cercle blanc sur case blanche f3 | cercle blanc sur case blanche d5 · cercle blanc sur case noire e5 · cercle blanc sur case blanche f5 · cercle blanc sur case noire d4 · Roi blanc sur case blanche e4 · cercle blanc sur case noire f4 · cercle blanc sur case blanche d3 · cercle blanc sur case noire e3 · cercle blanc sur case blanche f3 | cercle blanc sur case blanche d5 · cercle blanc sur case noire e5 · cercle blanc sur case blanche f5 · cercle blanc sur case noire d4 · Roi blanc sur case blanche e4 · cercle blanc sur case noire f4 · cercle blanc sur case blanche d3 · cercle blanc sur case noire e3 · cercle blanc sur case blanche f3 | 6 |
| 5 | cercle blanc sur case blanche d5 · cercle blanc sur case noire e5 · cercle blanc sur case blanche f5 · cercle blanc sur case noire d4 · Roi blanc sur case blanche e4 · cercle blanc sur case noire f4 · cercle blanc sur case blanche d3 · cercle blanc sur case noire e3 · cercle blanc sur case blanche f3 | cercle blanc sur case blanche d5 · cercle blanc sur case noire e5 · cercle blanc sur case blanche f5 · cercle blanc sur case noire d4 · Roi blanc sur case blanche e4 · cercle blanc sur case noire f4 · cercle blanc sur case blanche d3 · cercle blanc sur case noire e3 · cercle blanc sur case blanche f3 | cercle blanc sur case blanche d5 · cercle blanc sur case noire e5 · cercle blanc sur case blanche f5 · cercle blanc sur case noire d4 · Roi blanc sur case blanche e4 · cercle blanc sur case noire f4 · cercle blanc sur case blanche d3 · cercle blanc sur case noire e3 · cercle blanc sur case blanche f3 | cercle blanc sur case blanche d5 · cercle blanc sur case noire e5 · cercle blanc sur case blanche f5 · cercle blanc sur case noire d4 · Roi blanc sur case blanche e4 · cercle blanc sur case noire f4 · cercle blanc sur case blanche d3 · cercle blanc sur case noire e3 · cercle blanc sur case blanche f3 | cercle blanc sur case blanche d5 · cercle blanc sur case noire e5 · cercle blanc sur case blanche f5 · cercle blanc sur case noire d4 · Roi blanc sur case blanche e4 · cercle blanc sur case noire f4 · cercle blanc sur case blanche d3 · cercle blanc sur case noire e3 · cercle blanc sur case blanche f3 | cercle blanc sur case blanche d5 · cercle blanc sur case noire e5 · cercle blanc sur case blanche f5 · cercle blanc sur case noire d4 · Roi blanc sur case blanche e4 · cercle blanc sur case noire f4 · cercle blanc sur case blanche d3 · cercle blanc sur case noire e3 · cercle blanc sur case blanche f3 | cercle blanc sur case blanche d5 · cercle blanc sur case noire e5 · cercle blanc sur case blanche f5 · cercle blanc sur case noire d4 · Roi blanc sur case blanche e4 · cercle blanc sur case noire f4 · cercle blanc sur case blanche d3 · cercle blanc sur case noire e3 · cercle blanc sur case blanche f3 | cercle blanc sur case blanche d5 · cercle blanc sur case noire e5 · cercle blanc sur case blanche f5 · cercle blanc sur case noire d4 · Roi blanc sur case blanche e4 · cercle blanc sur case noire f4 · cercle blanc sur case blanche d3 · cercle blanc sur case noire e3 · cercle blanc sur case blanche f3 | 5 |
| 4 | cercle blanc sur case blanche d5 · cercle blanc sur case noire e5 · cercle blanc sur case blanche f5 · cercle blanc sur case noire d4 · Roi blanc sur case blanche e4 · cercle blanc sur case noire f4 · cercle blanc sur case blanche d3 · cercle blanc sur case noire e3 · cercle blanc sur case blanche f3 | cercle blanc sur case blanche d5 · cercle blanc sur case noire e5 · cercle blanc sur case blanche f5 · cercle blanc sur case noire d4 · Roi blanc sur case blanche e4 · cercle blanc sur case noire f4 · cercle blanc sur case blanche d3 · cercle blanc sur case noire e3 · cercle blanc sur case blanche f3 | cercle blanc sur case blanche d5 · cercle blanc sur case noire e5 · cercle blanc sur case blanche f5 · cercle blanc sur case noire d4 · Roi blanc sur case blanche e4 · cercle blanc sur case noire f4 · cercle blanc sur case blanche d3 · cercle blanc sur case noire e3 · cercle blanc sur case blanche f3 | cercle blanc sur case blanche d5 · cercle blanc sur case noire e5 · cercle blanc sur case blanche f5 · cercle blanc sur case noire d4 · Roi blanc sur case blanche e4 · cercle blanc sur case noire f4 · cercle blanc sur case blanche d3 · cercle blanc sur case noire e3 · cercle blanc sur case blanche f3 | cercle blanc sur case blanche d5 · cercle blanc sur case noire e5 · cercle blanc sur case blanche f5 · cercle blanc sur case noire d4 · Roi blanc sur case blanche e4 · cercle blanc sur case noire f4 · cercle blanc sur case blanche d3 · cercle blanc sur case noire e3 · cercle blanc sur case blanche f3 | cercle blanc sur case blanche d5 · cercle blanc sur case noire e5 · cercle blanc sur case blanche f5 · cercle blanc sur case noire d4 · Roi blanc sur case blanche e4 · cercle blanc sur case noire f4 · cercle blanc sur case blanche d3 · cercle blanc sur case noire e3 · cercle blanc sur case blanche f3 | cercle blanc sur case blanche d5 · cercle blanc sur case noire e5 · cercle blanc sur case blanche f5 · cercle blanc sur case noire d4 · Roi blanc sur case blanche e4 · cercle blanc sur case noire f4 · cercle blanc sur case blanche d3 · cercle blanc sur case noire e3 · cercle blanc sur case blanche f3 | cercle blanc sur case blanche d5 · cercle blanc sur case noire e5 · cercle blanc sur case blanche f5 · cercle blanc sur case noire d4 · Roi blanc sur case blanche e4 · cercle blanc sur case noire f4 · cercle blanc sur case blanche d3 · cercle blanc sur case noire e3 · cercle blanc sur case blanche f3 | 4 |
| 3 | cercle blanc sur case blanche d5 · cercle blanc sur case noire e5 · cercle blanc sur case blanche f5 · cercle blanc sur case noire d4 · Roi blanc sur case blanche e4 · cercle blanc sur case noire f4 · cercle blanc sur case blanche d3 · cercle blanc sur case noire e3 · cercle blanc sur case blanche f3 | cercle blanc sur case blanche d5 · cercle blanc sur case noire e5 · cercle blanc sur case blanche f5 · cercle blanc sur case noire d4 · Roi blanc sur case blanche e4 · cercle blanc sur case noire f4 · cercle blanc sur case blanche d3 · cercle blanc sur case noire e3 · cercle blanc sur case blanche f3 | cercle blanc sur case blanche d5 · cercle blanc sur case noire e5 · cercle blanc sur case blanche f5 · cercle blanc sur case noire d4 · Roi blanc sur case blanche e4 · cercle blanc sur case noire f4 · cercle blanc sur case blanche d3 · cercle blanc sur case noire e3 · cercle blanc sur case blanche f3 | cercle blanc sur case blanche d5 · cercle blanc sur case noire e5 · cercle blanc sur case blanche f5 · cercle blanc sur case noire d4 · Roi blanc sur case blanche e4 · cercle blanc sur case noire f4 · cercle blanc sur case blanche d3 · cercle blanc sur case noire e3 · cercle blanc sur case blanche f3 | cercle blanc sur case blanche d5 · cercle blanc sur case noire e5 · cercle blanc sur case blanche f5 · cercle blanc sur case noire d4 · Roi blanc sur case blanche e4 · cercle blanc sur case noire f4 · cercle blanc sur case blanche d3 · cercle blanc sur case noire e3 · cercle blanc sur case blanche f3 | cercle blanc sur case blanche d5 · cercle blanc sur case noire e5 · cercle blanc sur case blanche f5 · cercle blanc sur case noire d4 · Roi blanc sur case blanche e4 · cercle blanc sur case noire f4 · cercle blanc sur case blanche d3 · cercle blanc sur case noire e3 · cercle blanc sur case blanche f3 | cercle blanc sur case blanche d5 · cercle blanc sur case noire e5 · cercle blanc sur case blanche f5 · cercle blanc sur case noire d4 · Roi blanc sur case blanche e4 · cercle blanc sur case noire f4 · cercle blanc sur case blanche d3 · cercle blanc sur case noire e3 · cercle blanc sur case blanche f3 | cercle blanc sur case blanche d5 · cercle blanc sur case noire e5 · cercle blanc sur case blanche f5 · cercle blanc sur case noire d4 · Roi blanc sur case blanche e4 · cercle blanc sur case noire f4 · cercle blanc sur case blanche d3 · cercle blanc sur case noire e3 · cercle blanc sur case blanche f3 | 3 |
| 2 | cercle blanc sur case blanche d5 · cercle blanc sur case noire e5 · cercle blanc sur case blanche f5 · cercle blanc sur case noire d4 · Roi blanc sur case blanche e4 · cercle blanc sur case noire f4 · cercle blanc sur case blanche d3 · cercle blanc sur case noire e3 · cercle blanc sur case blanche f3 | cercle blanc sur case blanche d5 · cercle blanc sur case noire e5 · cercle blanc sur case blanche f5 · cercle blanc sur case noire d4 · Roi blanc sur case blanche e4 · cercle blanc sur case noire f4 · cercle blanc sur case blanche d3 · cercle blanc sur case noire e3 · cercle blanc sur case blanche f3 | cercle blanc sur case blanche d5 · cercle blanc sur case noire e5 · cercle blanc sur case blanche f5 · cercle blanc sur case noire d4 · Roi blanc sur case blanche e4 · cercle blanc sur case noire f4 · cercle blanc sur case blanche d3 · cercle blanc sur case noire e3 · cercle blanc sur case blanche f3 | cercle blanc sur case blanche d5 · cercle blanc sur case noire e5 · cercle blanc sur case blanche f5 · cercle blanc sur case noire d4 · Roi blanc sur case blanche e4 · cercle blanc sur case noire f4 · cercle blanc sur case blanche d3 · cercle blanc sur case noire e3 · cercle blanc sur case blanche f3 | cercle blanc sur case blanche d5 · cercle blanc sur case noire e5 · cercle blanc sur case blanche f5 · cercle blanc sur case noire d4 · Roi blanc sur case blanche e4 · cercle blanc sur case noire f4 · cercle blanc sur case blanche d3 · cercle blanc sur case noire e3 · cercle blanc sur case blanche f3 | cercle blanc sur case blanche d5 · cercle blanc sur case noire e5 · cercle blanc sur case blanche f5 · cercle blanc sur case noire d4 · Roi blanc sur case blanche e4 · cercle blanc sur case noire f4 · cercle blanc sur case blanche d3 · cercle blanc sur case noire e3 · cercle blanc sur case blanche f3 | cercle blanc sur case blanche d5 · cercle blanc sur case noire e5 · cercle blanc sur case blanche f5 · cercle blanc sur case noire d4 · Roi blanc sur case blanche e4 · cercle blanc sur case noire f4 · cercle blanc sur case blanche d3 · cercle blanc sur case noire e3 · cercle blanc sur case blanche f3 | cercle blanc sur case blanche d5 · cercle blanc sur case noire e5 · cercle blanc sur case blanche f5 · cercle blanc sur case noire d4 · Roi blanc sur case blanche e4 · cercle blanc sur case noire f4 · cercle blanc sur case blanche d3 · cercle blanc sur case noire e3 · cercle blanc sur case blanche f3 | 2 |
| 1 | cercle blanc sur case blanche d5 · cercle blanc sur case noire e5 · cercle blanc sur case blanche f5 · cercle blanc sur case noire d4 · Roi blanc sur case blanche e4 · cercle blanc sur case noire f4 · cercle blanc sur case blanche d3 · cercle blanc sur case noire e3 · cercle blanc sur case blanche f3 | cercle blanc sur case blanche d5 · cercle blanc sur case noire e5 · cercle blanc sur case blanche f5 · cercle blanc sur case noire d4 · Roi blanc sur case blanche e4 · cercle blanc sur case noire f4 · cercle blanc sur case blanche d3 · cercle blanc sur case noire e3 · cercle blanc sur case blanche f3 | cercle blanc sur case blanche d5 · cercle blanc sur case noire e5 · cercle blanc sur case blanche f5 · cercle blanc sur case noire d4 · Roi blanc sur case blanche e4 · cercle blanc sur case noire f4 · cercle blanc sur case blanche d3 · cercle blanc sur case noire e3 · cercle blanc sur case blanche f3 | cercle blanc sur case blanche d5 · cercle blanc sur case noire e5 · cercle blanc sur case blanche f5 · cercle blanc sur case noire d4 · Roi blanc sur case blanche e4 · cercle blanc sur case noire f4 · cercle blanc sur case blanche d3 · cercle blanc sur case noire e3 · cercle blanc sur case blanche f3 | cercle blanc sur case blanche d5 · cercle blanc sur case noire e5 · cercle blanc sur case blanche f5 · cercle blanc sur case noire d4 · Roi blanc sur case blanche e4 · cercle blanc sur case noire f4 · cercle blanc sur case blanche d3 · cercle blanc sur case noire e3 · cercle blanc sur case blanche f3 | cercle blanc sur case blanche d5 · cercle blanc sur case noire e5 · cercle blanc sur case blanche f5 · cercle blanc sur case noire d4 · Roi blanc sur case blanche e4 · cercle blanc sur case noire f4 · cercle blanc sur case blanche d3 · cercle blanc sur case noire e3 · cercle blanc sur case blanche f3 | cercle blanc sur case blanche d5 · cercle blanc sur case noire e5 · cercle blanc sur case blanche f5 · cercle blanc sur case noire d4 · Roi blanc sur case blanche e4 · cercle blanc sur case noire f4 · cercle blanc sur case blanche d3 · cercle blanc sur case noire e3 · cercle blanc sur case blanche f3 | cercle blanc sur case blanche d5 · cercle blanc sur case noire e5 · cercle blanc sur case blanche f5 · cercle blanc sur case noire d4 · Roi blanc sur case blanche e4 · cercle blanc sur case noire f4 · cercle blanc sur case blanche d3 · cercle blanc sur case noire e3 · cercle blanc sur case blanche f3 | 1 |
|   | a | b | c | d | e | f | g | h |   |

Dans une partie d'échecs classique, la partie commence avec le roi blanc au centre-droit de la première rangée (flanqué à gauche par sa dame et à droite par son fou), et avec le roi noir en face du roi blanc sur la même colonne. En notation algébrique, le roi blanc est en e1 et le roi noir en e8.
Le roi se déplace d’une case dans n’importe quelle direction (horizontale, verticale, ou en diagonale), sauf sur une case occupée par une pièce de sa couleur ou contrôlée par une pièce ennemie (il ne peut se mettre lui-même en position d’être pris, c’est-à-dire en échec). Aucun déplacement ne peut donc conduire à ce que les deux rois se trouvent sur des cases adjacentes ou un coin commun. Le roi prend comme il se déplace ; il peut donc prendre toute pièce adverse non protégée (par une autre pièce adverse) en se déplaçant sur la case qu’elle occupe, et la pièce prise est retirée de l’échiquier.

### Roque
En association avec une tour, le roi peut faire un déplacement particulier appelé roque. Le roque consiste à déplacer le roi de deux cases vers l'une des deux tours, puis de déplacer la tour sur la dernière case que le roi vient de traverser. Le roque est permis uniquement quand ni le roi ni la tour concernée n'ont préalablement bougé, qu'aucune case entre ces deux pièces n'est occupée, et qu'aucune des trois cases du déplacement du roi n'est sous la menace d'une pièce adverse. Par ailleurs, le roi ne peut pas roquer s'il se trouve en échec.

### Échec et échec et mat
|   | a | b | c | d | e | f | g | h |   |
| 8 | Tour noire sur case noire f8 · Dame noire sur case blanche h7 · Cavalier blanc sur case blanche g6 · croix noire sur case noire c5 · croix noire sur case blanche d5 · croix noire sur case noire e5 · Pion blanc sur case noire b4 · croix noire sur case blanche c4 · Roi noir sur case noire d4 · croix noire sur case blanche e4 · croix noire sur case noire c3 · croix noire sur case blanche d3 · croix noire sur case noire e3 · Dame blanche sur case blanche f3 · Fou blanc sur case blanche a2 · cercle blanc sur case noire f2 · cercle blanc sur case blanche g2 · croix noire sur case noire h2 · Tour blanche sur case blanche d1 · cercle blanc sur case blanche f1 · Roi blanc sur case noire g1 · croix noire sur case blanche h1 | Tour noire sur case noire f8 · Dame noire sur case blanche h7 · Cavalier blanc sur case blanche g6 · croix noire sur case noire c5 · croix noire sur case blanche d5 · croix noire sur case noire e5 · Pion blanc sur case noire b4 · croix noire sur case blanche c4 · Roi noir sur case noire d4 · croix noire sur case blanche e4 · croix noire sur case noire c3 · croix noire sur case blanche d3 · croix noire sur case noire e3 · Dame blanche sur case blanche f3 · Fou blanc sur case blanche a2 · cercle blanc sur case noire f2 · cercle blanc sur case blanche g2 · croix noire sur case noire h2 · Tour blanche sur case blanche d1 · cercle blanc sur case blanche f1 · Roi blanc sur case noire g1 · croix noire sur case blanche h1 | Tour noire sur case noire f8 · Dame noire sur case blanche h7 · Cavalier blanc sur case blanche g6 · croix noire sur case noire c5 · croix noire sur case blanche d5 · croix noire sur case noire e5 · Pion blanc sur case noire b4 · croix noire sur case blanche c4 · Roi noir sur case noire d4 · croix noire sur case blanche e4 · croix noire sur case noire c3 · croix noire sur case blanche d3 · croix noire sur case noire e3 · Dame blanche sur case blanche f3 · Fou blanc sur case blanche a2 · cercle blanc sur case noire f2 · cercle blanc sur case blanche g2 · croix noire sur case noire h2 · Tour blanche sur case blanche d1 · cercle blanc sur case blanche f1 · Roi blanc sur case noire g1 · croix noire sur case blanche h1 | Tour noire sur case noire f8 · Dame noire sur case blanche h7 · Cavalier blanc sur case blanche g6 · croix noire sur case noire c5 · croix noire sur case blanche d5 · croix noire sur case noire e5 · Pion blanc sur case noire b4 · croix noire sur case blanche c4 · Roi noir sur case noire d4 · croix noire sur case blanche e4 · croix noire sur case noire c3 · croix noire sur case blanche d3 · croix noire sur case noire e3 · Dame blanche sur case blanche f3 · Fou blanc sur case blanche a2 · cercle blanc sur case noire f2 · cercle blanc sur case blanche g2 · croix noire sur case noire h2 · Tour blanche sur case blanche d1 · cercle blanc sur case blanche f1 · Roi blanc sur case noire g1 · croix noire sur case blanche h1 | Tour noire sur case noire f8 · Dame noire sur case blanche h7 · Cavalier blanc sur case blanche g6 · croix noire sur case noire c5 · croix noire sur case blanche d5 · croix noire sur case noire e5 · Pion blanc sur case noire b4 · croix noire sur case blanche c4 · Roi noir sur case noire d4 · croix noire sur case blanche e4 · croix noire sur case noire c3 · croix noire sur case blanche d3 · croix noire sur case noire e3 · Dame blanche sur case blanche f3 · Fou blanc sur case blanche a2 · cercle blanc sur case noire f2 · cercle blanc sur case blanche g2 · croix noire sur case noire h2 · Tour blanche sur case blanche d1 · cercle blanc sur case blanche f1 · Roi blanc sur case noire g1 · croix noire sur case blanche h1 | Tour noire sur case noire f8 · Dame noire sur case blanche h7 · Cavalier blanc sur case blanche g6 · croix noire sur case noire c5 · croix noire sur case blanche d5 · croix noire sur case noire e5 · Pion blanc sur case noire b4 · croix noire sur case blanche c4 · Roi noir sur case noire d4 · croix noire sur case blanche e4 · croix noire sur case noire c3 · croix noire sur case blanche d3 · croix noire sur case noire e3 · Dame blanche sur case blanche f3 · Fou blanc sur case blanche a2 · cercle blanc sur case noire f2 · cercle blanc sur case blanche g2 · croix noire sur case noire h2 · Tour blanche sur case blanche d1 · cercle blanc sur case blanche f1 · Roi blanc sur case noire g1 · croix noire sur case blanche h1 | Tour noire sur case noire f8 · Dame noire sur case blanche h7 · Cavalier blanc sur case blanche g6 · croix noire sur case noire c5 · croix noire sur case blanche d5 · croix noire sur case noire e5 · Pion blanc sur case noire b4 · croix noire sur case blanche c4 · Roi noir sur case noire d4 · croix noire sur case blanche e4 · croix noire sur case noire c3 · croix noire sur case blanche d3 · croix noire sur case noire e3 · Dame blanche sur case blanche f3 · Fou blanc sur case blanche a2 · cercle blanc sur case noire f2 · cercle blanc sur case blanche g2 · croix noire sur case noire h2 · Tour blanche sur case blanche d1 · cercle blanc sur case blanche f1 · Roi blanc sur case noire g1 · croix noire sur case blanche h1 | Tour noire sur case noire f8 · Dame noire sur case blanche h7 · Cavalier blanc sur case blanche g6 · croix noire sur case noire c5 · croix noire sur case blanche d5 · croix noire sur case noire e5 · Pion blanc sur case noire b4 · croix noire sur case blanche c4 · Roi noir sur case noire d4 · croix noire sur case blanche e4 · croix noire sur case noire c3 · croix noire sur case blanche d3 · croix noire sur case noire e3 · Dame blanche sur case blanche f3 · Fou blanc sur case blanche a2 · cercle blanc sur case noire f2 · cercle blanc sur case blanche g2 · croix noire sur case noire h2 · Tour blanche sur case blanche d1 · cercle blanc sur case blanche f1 · Roi blanc sur case noire g1 · croix noire sur case blanche h1 | 8 |
| 7 | Tour noire sur case noire f8 · Dame noire sur case blanche h7 · Cavalier blanc sur case blanche g6 · croix noire sur case noire c5 · croix noire sur case blanche d5 · croix noire sur case noire e5 · Pion blanc sur case noire b4 · croix noire sur case blanche c4 · Roi noir sur case noire d4 · croix noire sur case blanche e4 · croix noire sur case noire c3 · croix noire sur case blanche d3 · croix noire sur case noire e3 · Dame blanche sur case blanche f3 · Fou blanc sur case blanche a2 · cercle blanc sur case noire f2 · cercle blanc sur case blanche g2 · croix noire sur case noire h2 · Tour blanche sur case blanche d1 · cercle blanc sur case blanche f1 · Roi blanc sur case noire g1 · croix noire sur case blanche h1 | Tour noire sur case noire f8 · Dame noire sur case blanche h7 · Cavalier blanc sur case blanche g6 · croix noire sur case noire c5 · croix noire sur case blanche d5 · croix noire sur case noire e5 · Pion blanc sur case noire b4 · croix noire sur case blanche c4 · Roi noir sur case noire d4 · croix noire sur case blanche e4 · croix noire sur case noire c3 · croix noire sur case blanche d3 · croix noire sur case noire e3 · Dame blanche sur case blanche f3 · Fou blanc sur case blanche a2 · cercle blanc sur case noire f2 · cercle blanc sur case blanche g2 · croix noire sur case noire h2 · Tour blanche sur case blanche d1 · cercle blanc sur case blanche f1 · Roi blanc sur case noire g1 · croix noire sur case blanche h1 | Tour noire sur case noire f8 · Dame noire sur case blanche h7 · Cavalier blanc sur case blanche g6 · croix noire sur case noire c5 · croix noire sur case blanche d5 · croix noire sur case noire e5 · Pion blanc sur case noire b4 · croix noire sur case blanche c4 · Roi noir sur case noire d4 · croix noire sur case blanche e4 · croix noire sur case noire c3 · croix noire sur case blanche d3 · croix noire sur case noire e3 · Dame blanche sur case blanche f3 · Fou blanc sur case blanche a2 · cercle blanc sur case noire f2 · cercle blanc sur case blanche g2 · croix noire sur case noire h2 · Tour blanche sur case blanche d1 · cercle blanc sur case blanche f1 · Roi blanc sur case noire g1 · croix noire sur case blanche h1 | Tour noire sur case noire f8 · Dame noire sur case blanche h7 · Cavalier blanc sur case blanche g6 · croix noire sur case noire c5 · croix noire sur case blanche d5 · croix noire sur case noire e5 · Pion blanc sur case noire b4 · croix noire sur case blanche c4 · Roi noir sur case noire d4 · croix noire sur case blanche e4 · croix noire sur case noire c3 · croix noire sur case blanche d3 · croix noire sur case noire e3 · Dame blanche sur case blanche f3 · Fou blanc sur case blanche a2 · cercle blanc sur case noire f2 · cercle blanc sur case blanche g2 · croix noire sur case noire h2 · Tour blanche sur case blanche d1 · cercle blanc sur case blanche f1 · Roi blanc sur case noire g1 · croix noire sur case blanche h1 | Tour noire sur case noire f8 · Dame noire sur case blanche h7 · Cavalier blanc sur case blanche g6 · croix noire sur case noire c5 · croix noire sur case blanche d5 · croix noire sur case noire e5 · Pion blanc sur case noire b4 · croix noire sur case blanche c4 · Roi noir sur case noire d4 · croix noire sur case blanche e4 · croix noire sur case noire c3 · croix noire sur case blanche d3 · croix noire sur case noire e3 · Dame blanche sur case blanche f3 · Fou blanc sur case blanche a2 · cercle blanc sur case noire f2 · cercle blanc sur case blanche g2 · croix noire sur case noire h2 · Tour blanche sur case blanche d1 · cercle blanc sur case blanche f1 · Roi blanc sur case noire g1 · croix noire sur case blanche h1 | Tour noire sur case noire f8 · Dame noire sur case blanche h7 · Cavalier blanc sur case blanche g6 · croix noire sur case noire c5 · croix noire sur case blanche d5 · croix noire sur case noire e5 · Pion blanc sur case noire b4 · croix noire sur case blanche c4 · Roi noir sur case noire d4 · croix noire sur case blanche e4 · croix noire sur case noire c3 · croix noire sur case blanche d3 · croix noire sur case noire e3 · Dame blanche sur case blanche f3 · Fou blanc sur case blanche a2 · cercle blanc sur case noire f2 · cercle blanc sur case blanche g2 · croix noire sur case noire h2 · Tour blanche sur case blanche d1 · cercle blanc sur case blanche f1 · Roi blanc sur case noire g1 · croix noire sur case blanche h1 | Tour noire sur case noire f8 · Dame noire sur case blanche h7 · Cavalier blanc sur case blanche g6 · croix noire sur case noire c5 · croix noire sur case blanche d5 · croix noire sur case noire e5 · Pion blanc sur case noire b4 · croix noire sur case blanche c4 · Roi noir sur case noire d4 · croix noire sur case blanche e4 · croix noire sur case noire c3 · croix noire sur case blanche d3 · croix noire sur case noire e3 · Dame blanche sur case blanche f3 · Fou blanc sur case blanche a2 · cercle blanc sur case noire f2 · cercle blanc sur case blanche g2 · croix noire sur case noire h2 · Tour blanche sur case blanche d1 · cercle blanc sur case blanche f1 · Roi blanc sur case noire g1 · croix noire sur case blanche h1 | Tour noire sur case noire f8 · Dame noire sur case blanche h7 · Cavalier blanc sur case blanche g6 · croix noire sur case noire c5 · croix noire sur case blanche d5 · croix noire sur case noire e5 · Pion blanc sur case noire b4 · croix noire sur case blanche c4 · Roi noir sur case noire d4 · croix noire sur case blanche e4 · croix noire sur case noire c3 · croix noire sur case blanche d3 · croix noire sur case noire e3 · Dame blanche sur case blanche f3 · Fou blanc sur case blanche a2 · cercle blanc sur case noire f2 · cercle blanc sur case blanche g2 · croix noire sur case noire h2 · Tour blanche sur case blanche d1 · cercle blanc sur case blanche f1 · Roi blanc sur case noire g1 · croix noire sur case blanche h1 | 7 |
| 6 | Tour noire sur case noire f8 · Dame noire sur case blanche h7 · Cavalier blanc sur case blanche g6 · croix noire sur case noire c5 · croix noire sur case blanche d5 · croix noire sur case noire e5 · Pion blanc sur case noire b4 · croix noire sur case blanche c4 · Roi noir sur case noire d4 · croix noire sur case blanche e4 · croix noire sur case noire c3 · croix noire sur case blanche d3 · croix noire sur case noire e3 · Dame blanche sur case blanche f3 · Fou blanc sur case blanche a2 · cercle blanc sur case noire f2 · cercle blanc sur case blanche g2 · croix noire sur case noire h2 · Tour blanche sur case blanche d1 · cercle blanc sur case blanche f1 · Roi blanc sur case noire g1 · croix noire sur case blanche h1 | Tour noire sur case noire f8 · Dame noire sur case blanche h7 · Cavalier blanc sur case blanche g6 · croix noire sur case noire c5 · croix noire sur case blanche d5 · croix noire sur case noire e5 · Pion blanc sur case noire b4 · croix noire sur case blanche c4 · Roi noir sur case noire d4 · croix noire sur case blanche e4 · croix noire sur case noire c3 · croix noire sur case blanche d3 · croix noire sur case noire e3 · Dame blanche sur case blanche f3 · Fou blanc sur case blanche a2 · cercle blanc sur case noire f2 · cercle blanc sur case blanche g2 · croix noire sur case noire h2 · Tour blanche sur case blanche d1 · cercle blanc sur case blanche f1 · Roi blanc sur case noire g1 · croix noire sur case blanche h1 | Tour noire sur case noire f8 · Dame noire sur case blanche h7 · Cavalier blanc sur case blanche g6 · croix noire sur case noire c5 · croix noire sur case blanche d5 · croix noire sur case noire e5 · Pion blanc sur case noire b4 · croix noire sur case blanche c4 · Roi noir sur case noire d4 · croix noire sur case blanche e4 · croix noire sur case noire c3 · croix noire sur case blanche d3 · croix noire sur case noire e3 · Dame blanche sur case blanche f3 · Fou blanc sur case blanche a2 · cercle blanc sur case noire f2 · cercle blanc sur case blanche g2 · croix noire sur case noire h2 · Tour blanche sur case blanche d1 · cercle blanc sur case blanche f1 · Roi blanc sur case noire g1 · croix noire sur case blanche h1 | Tour noire sur case noire f8 · Dame noire sur case blanche h7 · Cavalier blanc sur case blanche g6 · croix noire sur case noire c5 · croix noire sur case blanche d5 · croix noire sur case noire e5 · Pion blanc sur case noire b4 · croix noire sur case blanche c4 · Roi noir sur case noire d4 · croix noire sur case blanche e4 · croix noire sur case noire c3 · croix noire sur case blanche d3 · croix noire sur case noire e3 · Dame blanche sur case blanche f3 · Fou blanc sur case blanche a2 · cercle blanc sur case noire f2 · cercle blanc sur case blanche g2 · croix noire sur case noire h2 · Tour blanche sur case blanche d1 · cercle blanc sur case blanche f1 · Roi blanc sur case noire g1 · croix noire sur case blanche h1 | Tour noire sur case noire f8 · Dame noire sur case blanche h7 · Cavalier blanc sur case blanche g6 · croix noire sur case noire c5 · croix noire sur case blanche d5 · croix noire sur case noire e5 · Pion blanc sur case noire b4 · croix noire sur case blanche c4 · Roi noir sur case noire d4 · croix noire sur case blanche e4 · croix noire sur case noire c3 · croix noire sur case blanche d3 · croix noire sur case noire e3 · Dame blanche sur case blanche f3 · Fou blanc sur case blanche a2 · cercle blanc sur case noire f2 · cercle blanc sur case blanche g2 · croix noire sur case noire h2 · Tour blanche sur case blanche d1 · cercle blanc sur case blanche f1 · Roi blanc sur case noire g1 · croix noire sur case blanche h1 | Tour noire sur case noire f8 · Dame noire sur case blanche h7 · Cavalier blanc sur case blanche g6 · croix noire sur case noire c5 · croix noire sur case blanche d5 · croix noire sur case noire e5 · Pion blanc sur case noire b4 · croix noire sur case blanche c4 · Roi noir sur case noire d4 · croix noire sur case blanche e4 · croix noire sur case noire c3 · croix noire sur case blanche d3 · croix noire sur case noire e3 · Dame blanche sur case blanche f3 · Fou blanc sur case blanche a2 · cercle blanc sur case noire f2 · cercle blanc sur case blanche g2 · croix noire sur case noire h2 · Tour blanche sur case blanche d1 · cercle blanc sur case blanche f1 · Roi blanc sur case noire g1 · croix noire sur case blanche h1 | Tour noire sur case noire f8 · Dame noire sur case blanche h7 · Cavalier blanc sur case blanche g6 · croix noire sur case noire c5 · croix noire sur case blanche d5 · croix noire sur case noire e5 · Pion blanc sur case noire b4 · croix noire sur case blanche c4 · Roi noir sur case noire d4 · croix noire sur case blanche e4 · croix noire sur case noire c3 · croix noire sur case blanche d3 · croix noire sur case noire e3 · Dame blanche sur case blanche f3 · Fou blanc sur case blanche a2 · cercle blanc sur case noire f2 · cercle blanc sur case blanche g2 · croix noire sur case noire h2 · Tour blanche sur case blanche d1 · cercle blanc sur case blanche f1 · Roi blanc sur case noire g1 · croix noire sur case blanche h1 | Tour noire sur case noire f8 · Dame noire sur case blanche h7 · Cavalier blanc sur case blanche g6 · croix noire sur case noire c5 · croix noire sur case blanche d5 · croix noire sur case noire e5 · Pion blanc sur case noire b4 · croix noire sur case blanche c4 · Roi noir sur case noire d4 · croix noire sur case blanche e4 · croix noire sur case noire c3 · croix noire sur case blanche d3 · croix noire sur case noire e3 · Dame blanche sur case blanche f3 · Fou blanc sur case blanche a2 · cercle blanc sur case noire f2 · cercle blanc sur case blanche g2 · croix noire sur case noire h2 · Tour blanche sur case blanche d1 · cercle blanc sur case blanche f1 · Roi blanc sur case noire g1 · croix noire sur case blanche h1 | 6 |
| 5 | Tour noire sur case noire f8 · Dame noire sur case blanche h7 · Cavalier blanc sur case blanche g6 · croix noire sur case noire c5 · croix noire sur case blanche d5 · croix noire sur case noire e5 · Pion blanc sur case noire b4 · croix noire sur case blanche c4 · Roi noir sur case noire d4 · croix noire sur case blanche e4 · croix noire sur case noire c3 · croix noire sur case blanche d3 · croix noire sur case noire e3 · Dame blanche sur case blanche f3 · Fou blanc sur case blanche a2 · cercle blanc sur case noire f2 · cercle blanc sur case blanche g2 · croix noire sur case noire h2 · Tour blanche sur case blanche d1 · cercle blanc sur case blanche f1 · Roi blanc sur case noire g1 · croix noire sur case blanche h1 | Tour noire sur case noire f8 · Dame noire sur case blanche h7 · Cavalier blanc sur case blanche g6 · croix noire sur case noire c5 · croix noire sur case blanche d5 · croix noire sur case noire e5 · Pion blanc sur case noire b4 · croix noire sur case blanche c4 · Roi noir sur case noire d4 · croix noire sur case blanche e4 · croix noire sur case noire c3 · croix noire sur case blanche d3 · croix noire sur case noire e3 · Dame blanche sur case blanche f3 · Fou blanc sur case blanche a2 · cercle blanc sur case noire f2 · cercle blanc sur case blanche g2 · croix noire sur case noire h2 · Tour blanche sur case blanche d1 · cercle blanc sur case blanche f1 · Roi blanc sur case noire g1 · croix noire sur case blanche h1 | Tour noire sur case noire f8 · Dame noire sur case blanche h7 · Cavalier blanc sur case blanche g6 · croix noire sur case noire c5 · croix noire sur case blanche d5 · croix noire sur case noire e5 · Pion blanc sur case noire b4 · croix noire sur case blanche c4 · Roi noir sur case noire d4 · croix noire sur case blanche e4 · croix noire sur case noire c3 · croix noire sur case blanche d3 · croix noire sur case noire e3 · Dame blanche sur case blanche f3 · Fou blanc sur case blanche a2 · cercle blanc sur case noire f2 · cercle blanc sur case blanche g2 · croix noire sur case noire h2 · Tour blanche sur case blanche d1 · cercle blanc sur case blanche f1 · Roi blanc sur case noire g1 · croix noire sur case blanche h1 | Tour noire sur case noire f8 · Dame noire sur case blanche h7 · Cavalier blanc sur case blanche g6 · croix noire sur case noire c5 · croix noire sur case blanche d5 · croix noire sur case noire e5 · Pion blanc sur case noire b4 · croix noire sur case blanche c4 · Roi noir sur case noire d4 · croix noire sur case blanche e4 · croix noire sur case noire c3 · croix noire sur case blanche d3 · croix noire sur case noire e3 · Dame blanche sur case blanche f3 · Fou blanc sur case blanche a2 · cercle blanc sur case noire f2 · cercle blanc sur case blanche g2 · croix noire sur case noire h2 · Tour blanche sur case blanche d1 · cercle blanc sur case blanche f1 · Roi blanc sur case noire g1 · croix noire sur case blanche h1 | Tour noire sur case noire f8 · Dame noire sur case blanche h7 · Cavalier blanc sur case blanche g6 · croix noire sur case noire c5 · croix noire sur case blanche d5 · croix noire sur case noire e5 · Pion blanc sur case noire b4 · croix noire sur case blanche c4 · Roi noir sur case noire d4 · croix noire sur case blanche e4 · croix noire sur case noire c3 · croix noire sur case blanche d3 · croix noire sur case noire e3 · Dame blanche sur case blanche f3 · Fou blanc sur case blanche a2 · cercle blanc sur case noire f2 · cercle blanc sur case blanche g2 · croix noire sur case noire h2 · Tour blanche sur case blanche d1 · cercle blanc sur case blanche f1 · Roi blanc sur case noire g1 · croix noire sur case blanche h1 | Tour noire sur case noire f8 · Dame noire sur case blanche h7 · Cavalier blanc sur case blanche g6 · croix noire sur case noire c5 · croix noire sur case blanche d5 · croix noire sur case noire e5 · Pion blanc sur case noire b4 · croix noire sur case blanche c4 · Roi noir sur case noire d4 · croix noire sur case blanche e4 · croix noire sur case noire c3 · croix noire sur case blanche d3 · croix noire sur case noire e3 · Dame blanche sur case blanche f3 · Fou blanc sur case blanche a2 · cercle blanc sur case noire f2 · cercle blanc sur case blanche g2 · croix noire sur case noire h2 · Tour blanche sur case blanche d1 · cercle blanc sur case blanche f1 · Roi blanc sur case noire g1 · croix noire sur case blanche h1 | Tour noire sur case noire f8 · Dame noire sur case blanche h7 · Cavalier blanc sur case blanche g6 · croix noire sur case noire c5 · croix noire sur case blanche d5 · croix noire sur case noire e5 · Pion blanc sur case noire b4 · croix noire sur case blanche c4 · Roi noir sur case noire d4 · croix noire sur case blanche e4 · croix noire sur case noire c3 · croix noire sur case blanche d3 · croix noire sur case noire e3 · Dame blanche sur case blanche f3 · Fou blanc sur case blanche a2 · cercle blanc sur case noire f2 · cercle blanc sur case blanche g2 · croix noire sur case noire h2 · Tour blanche sur case blanche d1 · cercle blanc sur case blanche f1 · Roi blanc sur case noire g1 · croix noire sur case blanche h1 | Tour noire sur case noire f8 · Dame noire sur case blanche h7 · Cavalier blanc sur case blanche g6 · croix noire sur case noire c5 · croix noire sur case blanche d5 · croix noire sur case noire e5 · Pion blanc sur case noire b4 · croix noire sur case blanche c4 · Roi noir sur case noire d4 · croix noire sur case blanche e4 · croix noire sur case noire c3 · croix noire sur case blanche d3 · croix noire sur case noire e3 · Dame blanche sur case blanche f3 · Fou blanc sur case blanche a2 · cercle blanc sur case noire f2 · cercle blanc sur case blanche g2 · croix noire sur case noire h2 · Tour blanche sur case blanche d1 · cercle blanc sur case blanche f1 · Roi blanc sur case noire g1 · croix noire sur case blanche h1 | 5 |
| 4 | Tour noire sur case noire f8 · Dame noire sur case blanche h7 · Cavalier blanc sur case blanche g6 · croix noire sur case noire c5 · croix noire sur case blanche d5 · croix noire sur case noire e5 · Pion blanc sur case noire b4 · croix noire sur case blanche c4 · Roi noir sur case noire d4 · croix noire sur case blanche e4 · croix noire sur case noire c3 · croix noire sur case blanche d3 · croix noire sur case noire e3 · Dame blanche sur case blanche f3 · Fou blanc sur case blanche a2 · cercle blanc sur case noire f2 · cercle blanc sur case blanche g2 · croix noire sur case noire h2 · Tour blanche sur case blanche d1 · cercle blanc sur case blanche f1 · Roi blanc sur case noire g1 · croix noire sur case blanche h1 | Tour noire sur case noire f8 · Dame noire sur case blanche h7 · Cavalier blanc sur case blanche g6 · croix noire sur case noire c5 · croix noire sur case blanche d5 · croix noire sur case noire e5 · Pion blanc sur case noire b4 · croix noire sur case blanche c4 · Roi noir sur case noire d4 · croix noire sur case blanche e4 · croix noire sur case noire c3 · croix noire sur case blanche d3 · croix noire sur case noire e3 · Dame blanche sur case blanche f3 · Fou blanc sur case blanche a2 · cercle blanc sur case noire f2 · cercle blanc sur case blanche g2 · croix noire sur case noire h2 · Tour blanche sur case blanche d1 · cercle blanc sur case blanche f1 · Roi blanc sur case noire g1 · croix noire sur case blanche h1 | Tour noire sur case noire f8 · Dame noire sur case blanche h7 · Cavalier blanc sur case blanche g6 · croix noire sur case noire c5 · croix noire sur case blanche d5 · croix noire sur case noire e5 · Pion blanc sur case noire b4 · croix noire sur case blanche c4 · Roi noir sur case noire d4 · croix noire sur case blanche e4 · croix noire sur case noire c3 · croix noire sur case blanche d3 · croix noire sur case noire e3 · Dame blanche sur case blanche f3 · Fou blanc sur case blanche a2 · cercle blanc sur case noire f2 · cercle blanc sur case blanche g2 · croix noire sur case noire h2 · Tour blanche sur case blanche d1 · cercle blanc sur case blanche f1 · Roi blanc sur case noire g1 · croix noire sur case blanche h1 | Tour noire sur case noire f8 · Dame noire sur case blanche h7 · Cavalier blanc sur case blanche g6 · croix noire sur case noire c5 · croix noire sur case blanche d5 · croix noire sur case noire e5 · Pion blanc sur case noire b4 · croix noire sur case blanche c4 · Roi noir sur case noire d4 · croix noire sur case blanche e4 · croix noire sur case noire c3 · croix noire sur case blanche d3 · croix noire sur case noire e3 · Dame blanche sur case blanche f3 · Fou blanc sur case blanche a2 · cercle blanc sur case noire f2 · cercle blanc sur case blanche g2 · croix noire sur case noire h2 · Tour blanche sur case blanche d1 · cercle blanc sur case blanche f1 · Roi blanc sur case noire g1 · croix noire sur case blanche h1 | Tour noire sur case noire f8 · Dame noire sur case blanche h7 · Cavalier blanc sur case blanche g6 · croix noire sur case noire c5 · croix noire sur case blanche d5 · croix noire sur case noire e5 · Pion blanc sur case noire b4 · croix noire sur case blanche c4 · Roi noir sur case noire d4 · croix noire sur case blanche e4 · croix noire sur case noire c3 · croix noire sur case blanche d3 · croix noire sur case noire e3 · Dame blanche sur case blanche f3 · Fou blanc sur case blanche a2 · cercle blanc sur case noire f2 · cercle blanc sur case blanche g2 · croix noire sur case noire h2 · Tour blanche sur case blanche d1 · cercle blanc sur case blanche f1 · Roi blanc sur case noire g1 · croix noire sur case blanche h1 | Tour noire sur case noire f8 · Dame noire sur case blanche h7 · Cavalier blanc sur case blanche g6 · croix noire sur case noire c5 · croix noire sur case blanche d5 · croix noire sur case noire e5 · Pion blanc sur case noire b4 · croix noire sur case blanche c4 · Roi noir sur case noire d4 · croix noire sur case blanche e4 · croix noire sur case noire c3 · croix noire sur case blanche d3 · croix noire sur case noire e3 · Dame blanche sur case blanche f3 · Fou blanc sur case blanche a2 · cercle blanc sur case noire f2 · cercle blanc sur case blanche g2 · croix noire sur case noire h2 · Tour blanche sur case blanche d1 · cercle blanc sur case blanche f1 · Roi blanc sur case noire g1 · croix noire sur case blanche h1 | Tour noire sur case noire f8 · Dame noire sur case blanche h7 · Cavalier blanc sur case blanche g6 · croix noire sur case noire c5 · croix noire sur case blanche d5 · croix noire sur case noire e5 · Pion blanc sur case noire b4 · croix noire sur case blanche c4 · Roi noir sur case noire d4 · croix noire sur case blanche e4 · croix noire sur case noire c3 · croix noire sur case blanche d3 · croix noire sur case noire e3 · Dame blanche sur case blanche f3 · Fou blanc sur case blanche a2 · cercle blanc sur case noire f2 · cercle blanc sur case blanche g2 · croix noire sur case noire h2 · Tour blanche sur case blanche d1 · cercle blanc sur case blanche f1 · Roi blanc sur case noire g1 · croix noire sur case blanche h1 | Tour noire sur case noire f8 · Dame noire sur case blanche h7 · Cavalier blanc sur case blanche g6 · croix noire sur case noire c5 · croix noire sur case blanche d5 · croix noire sur case noire e5 · Pion blanc sur case noire b4 · croix noire sur case blanche c4 · Roi noir sur case noire d4 · croix noire sur case blanche e4 · croix noire sur case noire c3 · croix noire sur case blanche d3 · croix noire sur case noire e3 · Dame blanche sur case blanche f3 · Fou blanc sur case blanche a2 · cercle blanc sur case noire f2 · cercle blanc sur case blanche g2 · croix noire sur case noire h2 · Tour blanche sur case blanche d1 · cercle blanc sur case blanche f1 · Roi blanc sur case noire g1 · croix noire sur case blanche h1 | 4 |
| 3 | Tour noire sur case noire f8 · Dame noire sur case blanche h7 · Cavalier blanc sur case blanche g6 · croix noire sur case noire c5 · croix noire sur case blanche d5 · croix noire sur case noire e5 · Pion blanc sur case noire b4 · croix noire sur case blanche c4 · Roi noir sur case noire d4 · croix noire sur case blanche e4 · croix noire sur case noire c3 · croix noire sur case blanche d3 · croix noire sur case noire e3 · Dame blanche sur case blanche f3 · Fou blanc sur case blanche a2 · cercle blanc sur case noire f2 · cercle blanc sur case blanche g2 · croix noire sur case noire h2 · Tour blanche sur case blanche d1 · cercle blanc sur case blanche f1 · Roi blanc sur case noire g1 · croix noire sur case blanche h1 | Tour noire sur case noire f8 · Dame noire sur case blanche h7 · Cavalier blanc sur case blanche g6 · croix noire sur case noire c5 · croix noire sur case blanche d5 · croix noire sur case noire e5 · Pion blanc sur case noire b4 · croix noire sur case blanche c4 · Roi noir sur case noire d4 · croix noire sur case blanche e4 · croix noire sur case noire c3 · croix noire sur case blanche d3 · croix noire sur case noire e3 · Dame blanche sur case blanche f3 · Fou blanc sur case blanche a2 · cercle blanc sur case noire f2 · cercle blanc sur case blanche g2 · croix noire sur case noire h2 · Tour blanche sur case blanche d1 · cercle blanc sur case blanche f1 · Roi blanc sur case noire g1 · croix noire sur case blanche h1 | Tour noire sur case noire f8 · Dame noire sur case blanche h7 · Cavalier blanc sur case blanche g6 · croix noire sur case noire c5 · croix noire sur case blanche d5 · croix noire sur case noire e5 · Pion blanc sur case noire b4 · croix noire sur case blanche c4 · Roi noir sur case noire d4 · croix noire sur case blanche e4 · croix noire sur case noire c3 · croix noire sur case blanche d3 · croix noire sur case noire e3 · Dame blanche sur case blanche f3 · Fou blanc sur case blanche a2 · cercle blanc sur case noire f2 · cercle blanc sur case blanche g2 · croix noire sur case noire h2 · Tour blanche sur case blanche d1 · cercle blanc sur case blanche f1 · Roi blanc sur case noire g1 · croix noire sur case blanche h1 | Tour noire sur case noire f8 · Dame noire sur case blanche h7 · Cavalier blanc sur case blanche g6 · croix noire sur case noire c5 · croix noire sur case blanche d5 · croix noire sur case noire e5 · Pion blanc sur case noire b4 · croix noire sur case blanche c4 · Roi noir sur case noire d4 · croix noire sur case blanche e4 · croix noire sur case noire c3 · croix noire sur case blanche d3 · croix noire sur case noire e3 · Dame blanche sur case blanche f3 · Fou blanc sur case blanche a2 · cercle blanc sur case noire f2 · cercle blanc sur case blanche g2 · croix noire sur case noire h2 · Tour blanche sur case blanche d1 · cercle blanc sur case blanche f1 · Roi blanc sur case noire g1 · croix noire sur case blanche h1 | Tour noire sur case noire f8 · Dame noire sur case blanche h7 · Cavalier blanc sur case blanche g6 · croix noire sur case noire c5 · croix noire sur case blanche d5 · croix noire sur case noire e5 · Pion blanc sur case noire b4 · croix noire sur case blanche c4 · Roi noir sur case noire d4 · croix noire sur case blanche e4 · croix noire sur case noire c3 · croix noire sur case blanche d3 · croix noire sur case noire e3 · Dame blanche sur case blanche f3 · Fou blanc sur case blanche a2 · cercle blanc sur case noire f2 · cercle blanc sur case blanche g2 · croix noire sur case noire h2 · Tour blanche sur case blanche d1 · cercle blanc sur case blanche f1 · Roi blanc sur case noire g1 · croix noire sur case blanche h1 | Tour noire sur case noire f8 · Dame noire sur case blanche h7 · Cavalier blanc sur case blanche g6 · croix noire sur case noire c5 · croix noire sur case blanche d5 · croix noire sur case noire e5 · Pion blanc sur case noire b4 · croix noire sur case blanche c4 · Roi noir sur case noire d4 · croix noire sur case blanche e4 · croix noire sur case noire c3 · croix noire sur case blanche d3 · croix noire sur case noire e3 · Dame blanche sur case blanche f3 · Fou blanc sur case blanche a2 · cercle blanc sur case noire f2 · cercle blanc sur case blanche g2 · croix noire sur case noire h2 · Tour blanche sur case blanche d1 · cercle blanc sur case blanche f1 · Roi blanc sur case noire g1 · croix noire sur case blanche h1 | Tour noire sur case noire f8 · Dame noire sur case blanche h7 · Cavalier blanc sur case blanche g6 · croix noire sur case noire c5 · croix noire sur case blanche d5 · croix noire sur case noire e5 · Pion blanc sur case noire b4 · croix noire sur case blanche c4 · Roi noir sur case noire d4 · croix noire sur case blanche e4 · croix noire sur case noire c3 · croix noire sur case blanche d3 · croix noire sur case noire e3 · Dame blanche sur case blanche f3 · Fou blanc sur case blanche a2 · cercle blanc sur case noire f2 · cercle blanc sur case blanche g2 · croix noire sur case noire h2 · Tour blanche sur case blanche d1 · cercle blanc sur case blanche f1 · Roi blanc sur case noire g1 · croix noire sur case blanche h1 | Tour noire sur case noire f8 · Dame noire sur case blanche h7 · Cavalier blanc sur case blanche g6 · croix noire sur case noire c5 · croix noire sur case blanche d5 · croix noire sur case noire e5 · Pion blanc sur case noire b4 · croix noire sur case blanche c4 · Roi noir sur case noire d4 · croix noire sur case blanche e4 · croix noire sur case noire c3 · croix noire sur case blanche d3 · croix noire sur case noire e3 · Dame blanche sur case blanche f3 · Fou blanc sur case blanche a2 · cercle blanc sur case noire f2 · cercle blanc sur case blanche g2 · croix noire sur case noire h2 · Tour blanche sur case blanche d1 · cercle blanc sur case blanche f1 · Roi blanc sur case noire g1 · croix noire sur case blanche h1 | 3 |
| 2 | Tour noire sur case noire f8 · Dame noire sur case blanche h7 · Cavalier blanc sur case blanche g6 · croix noire sur case noire c5 · croix noire sur case blanche d5 · croix noire sur case noire e5 · Pion blanc sur case noire b4 · croix noire sur case blanche c4 · Roi noir sur case noire d4 · croix noire sur case blanche e4 · croix noire sur case noire c3 · croix noire sur case blanche d3 · croix noire sur case noire e3 · Dame blanche sur case blanche f3 · Fou blanc sur case blanche a2 · cercle blanc sur case noire f2 · cercle blanc sur case blanche g2 · croix noire sur case noire h2 · Tour blanche sur case blanche d1 · cercle blanc sur case blanche f1 · Roi blanc sur case noire g1 · croix noire sur case blanche h1 | Tour noire sur case noire f8 · Dame noire sur case blanche h7 · Cavalier blanc sur case blanche g6 · croix noire sur case noire c5 · croix noire sur case blanche d5 · croix noire sur case noire e5 · Pion blanc sur case noire b4 · croix noire sur case blanche c4 · Roi noir sur case noire d4 · croix noire sur case blanche e4 · croix noire sur case noire c3 · croix noire sur case blanche d3 · croix noire sur case noire e3 · Dame blanche sur case blanche f3 · Fou blanc sur case blanche a2 · cercle blanc sur case noire f2 · cercle blanc sur case blanche g2 · croix noire sur case noire h2 · Tour blanche sur case blanche d1 · cercle blanc sur case blanche f1 · Roi blanc sur case noire g1 · croix noire sur case blanche h1 | Tour noire sur case noire f8 · Dame noire sur case blanche h7 · Cavalier blanc sur case blanche g6 · croix noire sur case noire c5 · croix noire sur case blanche d5 · croix noire sur case noire e5 · Pion blanc sur case noire b4 · croix noire sur case blanche c4 · Roi noir sur case noire d4 · croix noire sur case blanche e4 · croix noire sur case noire c3 · croix noire sur case blanche d3 · croix noire sur case noire e3 · Dame blanche sur case blanche f3 · Fou blanc sur case blanche a2 · cercle blanc sur case noire f2 · cercle blanc sur case blanche g2 · croix noire sur case noire h2 · Tour blanche sur case blanche d1 · cercle blanc sur case blanche f1 · Roi blanc sur case noire g1 · croix noire sur case blanche h1 | Tour noire sur case noire f8 · Dame noire sur case blanche h7 · Cavalier blanc sur case blanche g6 · croix noire sur case noire c5 · croix noire sur case blanche d5 · croix noire sur case noire e5 · Pion blanc sur case noire b4 · croix noire sur case blanche c4 · Roi noir sur case noire d4 · croix noire sur case blanche e4 · croix noire sur case noire c3 · croix noire sur case blanche d3 · croix noire sur case noire e3 · Dame blanche sur case blanche f3 · Fou blanc sur case blanche a2 · cercle blanc sur case noire f2 · cercle blanc sur case blanche g2 · croix noire sur case noire h2 · Tour blanche sur case blanche d1 · cercle blanc sur case blanche f1 · Roi blanc sur case noire g1 · croix noire sur case blanche h1 | Tour noire sur case noire f8 · Dame noire sur case blanche h7 · Cavalier blanc sur case blanche g6 · croix noire sur case noire c5 · croix noire sur case blanche d5 · croix noire sur case noire e5 · Pion blanc sur case noire b4 · croix noire sur case blanche c4 · Roi noir sur case noire d4 · croix noire sur case blanche e4 · croix noire sur case noire c3 · croix noire sur case blanche d3 · croix noire sur case noire e3 · Dame blanche sur case blanche f3 · Fou blanc sur case blanche a2 · cercle blanc sur case noire f2 · cercle blanc sur case blanche g2 · croix noire sur case noire h2 · Tour blanche sur case blanche d1 · cercle blanc sur case blanche f1 · Roi blanc sur case noire g1 · croix noire sur case blanche h1 | Tour noire sur case noire f8 · Dame noire sur case blanche h7 · Cavalier blanc sur case blanche g6 · croix noire sur case noire c5 · croix noire sur case blanche d5 · croix noire sur case noire e5 · Pion blanc sur case noire b4 · croix noire sur case blanche c4 · Roi noir sur case noire d4 · croix noire sur case blanche e4 · croix noire sur case noire c3 · croix noire sur case blanche d3 · croix noire sur case noire e3 · Dame blanche sur case blanche f3 · Fou blanc sur case blanche a2 · cercle blanc sur case noire f2 · cercle blanc sur case blanche g2 · croix noire sur case noire h2 · Tour blanche sur case blanche d1 · cercle blanc sur case blanche f1 · Roi blanc sur case noire g1 · croix noire sur case blanche h1 | Tour noire sur case noire f8 · Dame noire sur case blanche h7 · Cavalier blanc sur case blanche g6 · croix noire sur case noire c5 · croix noire sur case blanche d5 · croix noire sur case noire e5 · Pion blanc sur case noire b4 · croix noire sur case blanche c4 · Roi noir sur case noire d4 · croix noire sur case blanche e4 · croix noire sur case noire c3 · croix noire sur case blanche d3 · croix noire sur case noire e3 · Dame blanche sur case blanche f3 · Fou blanc sur case blanche a2 · cercle blanc sur case noire f2 · cercle blanc sur case blanche g2 · croix noire sur case noire h2 · Tour blanche sur case blanche d1 · cercle blanc sur case blanche f1 · Roi blanc sur case noire g1 · croix noire sur case blanche h1 | Tour noire sur case noire f8 · Dame noire sur case blanche h7 · Cavalier blanc sur case blanche g6 · croix noire sur case noire c5 · croix noire sur case blanche d5 · croix noire sur case noire e5 · Pion blanc sur case noire b4 · croix noire sur case blanche c4 · Roi noir sur case noire d4 · croix noire sur case blanche e4 · croix noire sur case noire c3 · croix noire sur case blanche d3 · croix noire sur case noire e3 · Dame blanche sur case blanche f3 · Fou blanc sur case blanche a2 · cercle blanc sur case noire f2 · cercle blanc sur case blanche g2 · croix noire sur case noire h2 · Tour blanche sur case blanche d1 · cercle blanc sur case blanche f1 · Roi blanc sur case noire g1 · croix noire sur case blanche h1 | 2 |
| 1 | Tour noire sur case noire f8 · Dame noire sur case blanche h7 · Cavalier blanc sur case blanche g6 · croix noire sur case noire c5 · croix noire sur case blanche d5 · croix noire sur case noire e5 · Pion blanc sur case noire b4 · croix noire sur case blanche c4 · Roi noir sur case noire d4 · croix noire sur case blanche e4 · croix noire sur case noire c3 · croix noire sur case blanche d3 · croix noire sur case noire e3 · Dame blanche sur case blanche f3 · Fou blanc sur case blanche a2 · cercle blanc sur case noire f2 · cercle blanc sur case blanche g2 · croix noire sur case noire h2 · Tour blanche sur case blanche d1 · cercle blanc sur case blanche f1 · Roi blanc sur case noire g1 · croix noire sur case blanche h1 | Tour noire sur case noire f8 · Dame noire sur case blanche h7 · Cavalier blanc sur case blanche g6 · croix noire sur case noire c5 · croix noire sur case blanche d5 · croix noire sur case noire e5 · Pion blanc sur case noire b4 · croix noire sur case blanche c4 · Roi noir sur case noire d4 · croix noire sur case blanche e4 · croix noire sur case noire c3 · croix noire sur case blanche d3 · croix noire sur case noire e3 · Dame blanche sur case blanche f3 · Fou blanc sur case blanche a2 · cercle blanc sur case noire f2 · cercle blanc sur case blanche g2 · croix noire sur case noire h2 · Tour blanche sur case blanche d1 · cercle blanc sur case blanche f1 · Roi blanc sur case noire g1 · croix noire sur case blanche h1 | Tour noire sur case noire f8 · Dame noire sur case blanche h7 · Cavalier blanc sur case blanche g6 · croix noire sur case noire c5 · croix noire sur case blanche d5 · croix noire sur case noire e5 · Pion blanc sur case noire b4 · croix noire sur case blanche c4 · Roi noir sur case noire d4 · croix noire sur case blanche e4 · croix noire sur case noire c3 · croix noire sur case blanche d3 · croix noire sur case noire e3 · Dame blanche sur case blanche f3 · Fou blanc sur case blanche a2 · cercle blanc sur case noire f2 · cercle blanc sur case blanche g2 · croix noire sur case noire h2 · Tour blanche sur case blanche d1 · cercle blanc sur case blanche f1 · Roi blanc sur case noire g1 · croix noire sur case blanche h1 | Tour noire sur case noire f8 · Dame noire sur case blanche h7 · Cavalier blanc sur case blanche g6 · croix noire sur case noire c5 · croix noire sur case blanche d5 · croix noire sur case noire e5 · Pion blanc sur case noire b4 · croix noire sur case blanche c4 · Roi noir sur case noire d4 · croix noire sur case blanche e4 · croix noire sur case noire c3 · croix noire sur case blanche d3 · croix noire sur case noire e3 · Dame blanche sur case blanche f3 · Fou blanc sur case blanche a2 · cercle blanc sur case noire f2 · cercle blanc sur case blanche g2 · croix noire sur case noire h2 · Tour blanche sur case blanche d1 · cercle blanc sur case blanche f1 · Roi blanc sur case noire g1 · croix noire sur case blanche h1 | Tour noire sur case noire f8 · Dame noire sur case blanche h7 · Cavalier blanc sur case blanche g6 · croix noire sur case noire c5 · croix noire sur case blanche d5 · croix noire sur case noire e5 · Pion blanc sur case noire b4 · croix noire sur case blanche c4 · Roi noir sur case noire d4 · croix noire sur case blanche e4 · croix noire sur case noire c3 · croix noire sur case blanche d3 · croix noire sur case noire e3 · Dame blanche sur case blanche f3 · Fou blanc sur case blanche a2 · cercle blanc sur case noire f2 · cercle blanc sur case blanche g2 · croix noire sur case noire h2 · Tour blanche sur case blanche d1 · cercle blanc sur case blanche f1 · Roi blanc sur case noire g1 · croix noire sur case blanche h1 | Tour noire sur case noire f8 · Dame noire sur case blanche h7 · Cavalier blanc sur case blanche g6 · croix noire sur case noire c5 · croix noire sur case blanche d5 · croix noire sur case noire e5 · Pion blanc sur case noire b4 · croix noire sur case blanche c4 · Roi noir sur case noire d4 · croix noire sur case blanche e4 · croix noire sur case noire c3 · croix noire sur case blanche d3 · croix noire sur case noire e3 · Dame blanche sur case blanche f3 · Fou blanc sur case blanche a2 · cercle blanc sur case noire f2 · cercle blanc sur case blanche g2 · croix noire sur case noire h2 · Tour blanche sur case blanche d1 · cercle blanc sur case blanche f1 · Roi blanc sur case noire g1 · croix noire sur case blanche h1 | Tour noire sur case noire f8 · Dame noire sur case blanche h7 · Cavalier blanc sur case blanche g6 · croix noire sur case noire c5 · croix noire sur case blanche d5 · croix noire sur case noire e5 · Pion blanc sur case noire b4 · croix noire sur case blanche c4 · Roi noir sur case noire d4 · croix noire sur case blanche e4 · croix noire sur case noire c3 · croix noire sur case blanche d3 · croix noire sur case noire e3 · Dame blanche sur case blanche f3 · Fou blanc sur case blanche a2 · cercle blanc sur case noire f2 · cercle blanc sur case blanche g2 · croix noire sur case noire h2 · Tour blanche sur case blanche d1 · cercle blanc sur case blanche f1 · Roi blanc sur case noire g1 · croix noire sur case blanche h1 | Tour noire sur case noire f8 · Dame noire sur case blanche h7 · Cavalier blanc sur case blanche g6 · croix noire sur case noire c5 · croix noire sur case blanche d5 · croix noire sur case noire e5 · Pion blanc sur case noire b4 · croix noire sur case blanche c4 · Roi noir sur case noire d4 · croix noire sur case blanche e4 · croix noire sur case noire c3 · croix noire sur case blanche d3 · croix noire sur case noire e3 · Dame blanche sur case blanche f3 · Fou blanc sur case blanche a2 · cercle blanc sur case noire f2 · cercle blanc sur case blanche g2 · croix noire sur case noire h2 · Tour blanche sur case blanche d1 · cercle blanc sur case blanche f1 · Roi blanc sur case noire g1 · croix noire sur case blanche h1 | 1 |
|   | a | b | c | d | e | f | g | h |   |

Si le déplacement du joueur met en prise le roi adverse, ce roi est dit en échec, et le joueur en échec doit immédiatement remédier à cette situation. Il existe trois possibilités de sortir le roi de l'échec :
- en déplaçant le roi sur une case non menacée.
- en masquant l'échec (en intercalant une pièce entre le roi et la pièce attaquante, ce qui n'est pas possible si l'échec est effectué par un cavalier).
- en prenant la pièce attaquante (avec le roi ou autre pièce).

Si aucune de ces trois options n'est possible, le roi est échec et mat et le joueur perd la partie.

### Pat
Un pat se produit lorsque le roi n'est pas en échec et que le joueur au trait ne peut jouer aucun coup légal. La partie est alors nulle. Un joueur qui a peu de chances de l'emporter tente souvent de le provoquer pour éviter la défaite.

## Rôle dans la partie
Selon Aaron Nimzowitsch, le roi en milieu de partie n'a rien à voir avec le roi en finale. Si en  milieu de partie le roi est « peureux », se réfugiant dans le roque et restant entouré de pièces qui le protègent, en finale il devient un « héros », son rôle étant d'autant plus grand que se trouvent peu de pièces sur l'échiquier. Il se centralise alors et sa participation est cruciale lorsqu'il s'agit de mener à bien la promotion d'un pion.

## Représentation
Le roi dispose de deux caractères Unicode pour le représenter : 
- U+2654 ♔ roi blanc du jeu d'échecs (HTML : &#9812; )
- U+265A ♚ roi noir du jeu d'échecs (HTML : &#9818; )